# Hydrotaea latitarsis
Hydrotaea latitarsis este o specie de muște din genul Hydrotaea, familia Muscidae, descrisă de Fritz Isidore van Emden în anul 1943.
Este endemică în Uganda. Conform Catalogue of Life specia Hydrotaea latitarsis nu are subspecii cunoscute.